# Yukarıkarakısık, Balışeyh
Yukarıkarakısık là một xã thuộc huyện Balışeyh, tỉnh Kırıkkale, Thổ Nhĩ Kỳ. Dân số thời điểm năm 2010 là 117 người.